# Dykasteria ds. Kultury i Edukacji
Dykasteria ds. Kultury i Edukacji – jedna z szenastu dykasterii Kurii Rzymskiej powołana do istnienia przez Franciszka 5 czerwca 2022 na mocy konstytucji apostolskiej Praedicate Evangelium, reorganizującej Kurię Rzymską i zrównującą ze sobą dotychczasowe kongregacje i rady. Według artykułu 153, § 2 tej konstytucji: "Dykasteria składa się z Sekcji do spraw Kultury, która zajmuje się promocją kultury, ożywianiem duszpasterskim i wzbogacaniem dziedzictwa kulturowego, a także z Sekcji do spraw Edukacji, która opracowuje podstawowe zasady kształcenia w odniesieniu do szkół, instytutów studiów wyższych katolickich i kościelnych. Do jej właściwości należy także rozpatrywanie rekursów hierarchicznych w tych materiach.". Dykasteria koordynuje działalność następujących instytucji: Papieskiej Akademii Sztuk Pięknych i Literatury Szlachetnej w Panteonie; Papieskiej Akademii Archeologii Rzymskiej; Papieskiej Akademii Teologicznej; Papieskiej Akademii św. Tomasza z Akwinu; Papieskiej Międzynarodowej Akademii Maryjnej; Papieskiej Akademii Cultorum Martyrum; Papieskiej Akademii Języka Łacińskiego.

## Obecny zarząd Dykasterii
- Prefekt: kard. José Tolentino Mendonça[2] (od 26 IX 2022)
- Sekretarz: abp Carlo Maria Polvani[3] (od 12 I 2025)
- Sekretarz Sekcji ds. Kultury: bp Paul Tighe (od 5 VI 2022)
- Sekretarz Sekcji ds. Edukacji: abp  Giovanni Pagazzi[4] (od 26 IX 2022)
- Podsekretarz: ks. Antonino Spadaro SJ (od 1 I 2024)
- Podsekretarz: ks. Matthias Ambros[5] (od 31 I 2024)

## Dotychczasowy zarząd Dykasterii

### Prefekt
- od 2022: kard. José Tolentino Mendonça

### Sekretarze
- od 2022: bp Paul Tighe
  - sekretarz sekcji ds. Kultury
- od 2022: abp Giovanni Pagazzi
  - sekretarz sekcji ds. Edukacji
- od 2025: abp Carlo Maria Polvani

### Podsekretarze
- 2022–2025: abp Carlo Maria Polvani
  - podsekretarz pomocniczy
- 2022–2023: ks. Melchor José Sánchez de Toca y Alameda
- 2022–2023: prof. Antonella Sciarrone Alibrandi
- od 2024: ks. Antonino Spadaro SJ
- od 2024: ks. Matthias Ambros